# Lista över Epirus monarker
Epirus var ett forntida kungadöme som till största delen låg i vad som nu är Albanien. Epirus blev en stormakt i Hellas under Pyrrhus ledning.
- Admetus (innan 470 – 430 f.Kr.)
- Tharrhypas (430 – 392 f.Kr.)
- Alcetas I (390 – 370 f.Kr.)
- Neoptolemos I (370 – 357 f.Kr.)
- Arybbas (373 – 343 f.Kr.)
- Alexander I (342 – 331 f.Kr.)

Folkslagen i Epirus under Antiken

- Aeacides (331 – 317 f.Kr.) första regeringen
- Neoptolemos II (317 – 313 f.Kr.) första regeringen
- Aeacides (313 f.Kr.) andra regeringen
- Alcetas II (313 – 306 f.Kr.)
- Pyrrhus I (306 – 302 f.Kr.) första regeringen
- Neoptolemos II (302 – 297 f.Kr.) andra regeringen
- Pyrrhus I (297 – 272 f.Kr.) andra regeringen
- Alexander II (272 – 255 f.Kr.)
- Olympias II (? – 239 f.Kr.) regent för sin son Pyrrhus II
- Pyrrhus II (255 – 237 f.Kr.) bror till Ptolemaios
- Ptolemaios (237 – 234 f.Kr.) bror till Pyrrhus II
- Pyrrhus III (234 f.Kr.)
- Deidamia (234-233 f.Kr.)